# Pavel Baran

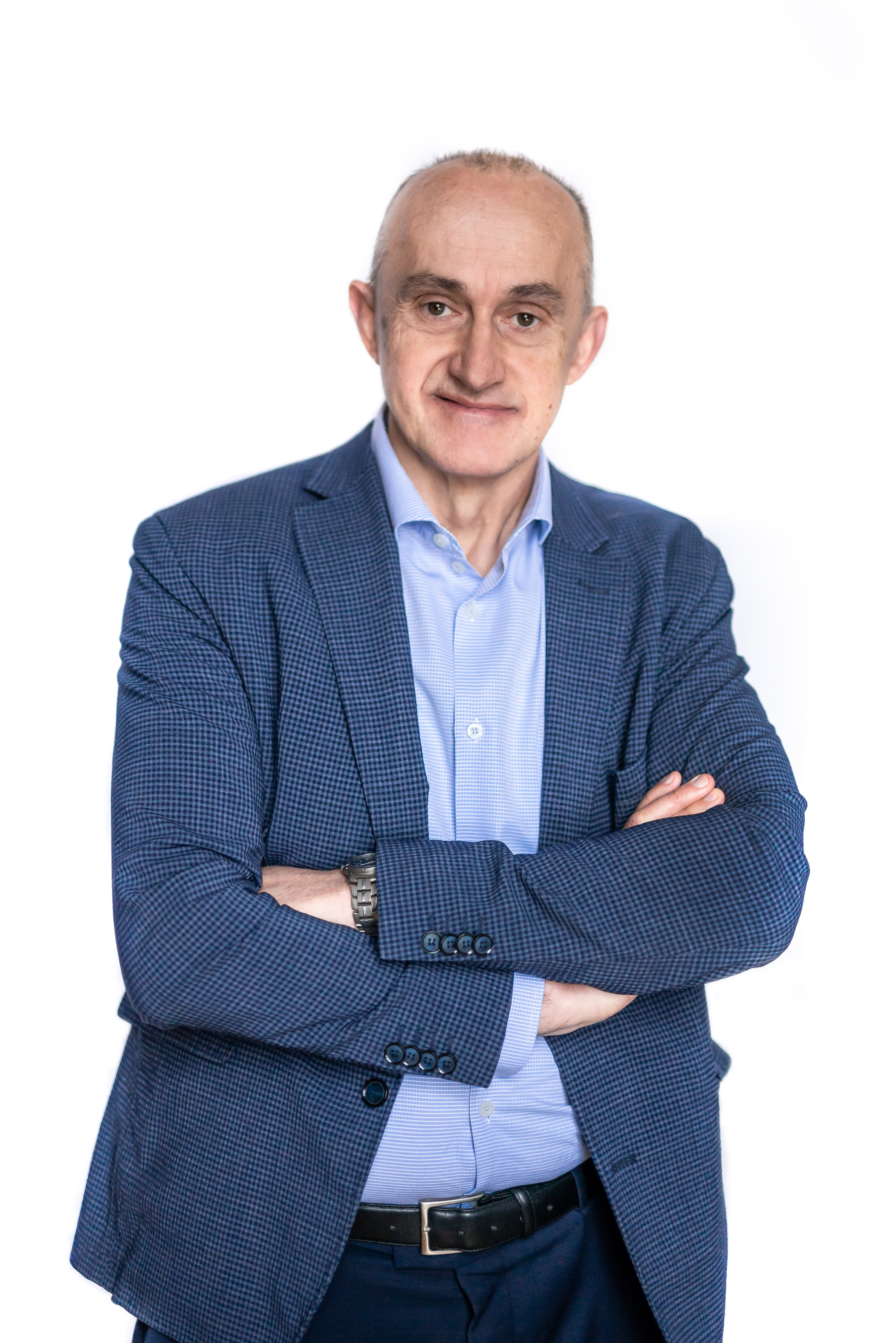
Pavel Baran

Pavel Baran (* 25. April 1957 in Ostrava) ist ein tschechischer Philosoph, Historiker und offizieller Vertreter der Tschechischen Akademie der Wissenschaften. Er engagiert sich seit Jahren für die Wissenschaftspolitik in der Tschechischen Republik.

## Werdegang
Nach dem Abitur in Frýdek-Místek schloss er ein Studium der Philosophie und Geschichte an der Masaryk-Universität an. Seit 1986  arbeitet als Philosoph am Institut für Philosophie der Akademie der Wissenschaften der Tschechischen Republik, das er von 2005 bis 2013 auch als dessen Direktor leitete. Seit 2013 ist er Mitglied des Akademischen Rates, von 2013 bis 2021 war er stellvertretender Vorsitzender der Tschechischen Akademie der Wissenschaften für den Bereich der Sozial- und Geisteswissenschaften, und seit 2021 ist er Vorsitzender des Wissenschaftlichen Rates der Tschechischen Akademie der Wissenschaften.
Von 2014 bis 2022 war er Mitglied des tschechischen Rates für Forschung, Entwicklung und Innovation und von September 2016 bis September 2022 dessen stellvertretender Vorsitzender.

## Schwerpunkte in Forschung und Lehre
Zu seinen Hauptinteressen gehören die Philosophiegeschichte, die moralische und politische Philosophie, die Philosophie in den böhmischen Ländern im 20. Jahrhundert, die Philosophie der Werte und die Geschichtsphilosophie.
Er ist auch mannigfaltig als Übersetzer von Fachliteratur tätig und engagiert sich als Hochschullehrer, unter anderem an der Wirtschaftsuniversität Prag, der Universität Ostrava und der Masaryk-Universität.

## Bibliographie
- Baran, Pavel: K materialistickému založení hodnot a k hodnotovým aspektům vědy [Über die materialistische Grundlage der Werte und zu den Wertaspekten der Wissenschaft], Prag 1985 (Kandidatendissertation).
- Baran, Pavel: (jeweils die Artikel) Norm | Pflicht | Verantwortung |   Werte (für die) Europäische Enzyklopädie zu Philosophie und Wissenschaften. 4 Bände. Hrsg. von Hans Jörg Sandkühler. Hamburg: Felix Meiner, 1990.

## Übersetzungen
- Werke von Albert Camus, Ronald Dworkin, Roger Garaudy, Arnold Gehlen, Friedrich August von Hayek, Leszek Kolakowski, Claude Lévi-Strauss, Jacques Maritain, Gabriel Marcel, José Ortega y Gasset, Jan Patočka, Jean-Paul Sartre.
- Julian Nida-Rümelin (Hg.): Philosophie der Gegenwart in Einzeldarstellungen. Von Adorno bis v. Wright (= Kröners Taschenausgabe, Band 423). Stuttgart: Kröner, 1991, ISBN 3-520-42301-4.
- Das Anliegen des angloamerikanischen „Kommunitarismus“ in der Sicht der Diskursethik. In: Etika autonomie a autenticity. Praha: Filosofia, 1997, S. 59–84.
- Integrität und Missachtung. Grundmotive einer Moral der Anerkennung. In: Filosofický časopis, Nr. 45 (1997), S. 1043–1054.